# Simulare numerică directă
În mecanica fluidelor numerică simularea numerică directă (în engleză direct numerical simulation – DNS) este o simulare⁠(d) în care ecuațiile Navier–Stokes sunt rezolvate numeric fără niciun model de turbulență. Aceasta înseamnă că trebuie rezolvată întreaga gamă de scări spațiale și temporale ale turbulenței. Toate scările spațiale ale turbulenței trebuie rezolvate în rețeaua de calcul, de la cele mai mici scări disipative (microscări Kolmogorov⁠(d)), până la scara de lungime integrală⁠(d) {\displaystyle L}, asociată cu mișcările care conțin cea mai mare parte a energiei cinetice. Scara Kolmogorov, {\displaystyle \eta }, este dată de
{\displaystyle \eta =(\nu ^{3}/\varepsilon )^{1/4}}
unde
{\displaystyle \nu } este viscozitatea cinematică, [m2/s],
{\displaystyle \varepsilon } este rata de disipare a energiei cinetice turbulente, [m2/s3].
Pe de altă parte, scara integrală depinde de obicei de scara spațială a condițiilor la limită. Pentru a satisface aceste cerințe de rezoluție, numărul de puncte {\displaystyle N} de-a lungul unei direcții date a rețelei cu incremente h trebuie să fie:
{\displaystyle Nh>L}
astfel încât scara integrală să fie conținută în domeniul de calcul și, de asemenea,
{\displaystyle h\leq \eta }
astfel încât scara Kolmogorov să poată fi rezolvată.
Deoarece
{\displaystyle \varepsilon \approx {u'}^{3}/L,}
unde {\displaystyle u'} este media pătratică a vitezei, relațiile anterioare implică faptul că o DNS tridimensională necesită un număr de puncte ale rețelei {\displaystyle N^{3}} care satisface
{\displaystyle N^{3}\geq \mathrm {Re} ^{9/4}=\mathrm {Re} ^{2,25}}
unde {\displaystyle \mathrm {Re} } numărul Reynolds turbulent:
{\displaystyle \mathrm {Re} ={\frac {u'L}{\nu }}.}
Prin urmare, la o DNS necesarul de memorie crește foarte rapid odată cu numărul Reynolds. În plus, având în vedere memoria foarte mare necesară, integrarea soluției în timp trebuie făcută printr-o metodă explicită. Aceasta înseamnă că, pentru a fi precisă, integrarea, pentru majoritatea metodelor de discretizare⁠(d), trebuie făcută cu un pas de timp, Δt, suficient de mic astfel încât în fiecare pas de timp o particulă de fluid să se deplaseze doar o fracțiune din pasul spațial al rețelei, {\displaystyle h.} Adică,
{\displaystyle C={\frac {u'\Delta t}{h}}<1}
(aici {\displaystyle C} este numărul Courant⁠(d). Intervalul total de timp simulat este în general proporțional cu scara de timp a turbulenței {\displaystyle \tau } dată de
{\displaystyle \tau ={\frac {L}{u'}}}
Combinând aceste relații și ținând cont că {\displaystyle h} trebuie să fie de ordinul {\displaystyle \eta ,} numărul de pași de integrare în timp trebuie să fie proporțional cu {\displaystyle L/(C\eta ).} Pe de altă parte, din definițiile pentru {\displaystyle \mathrm {Re} }, {\displaystyle \eta } și {\displaystyle L} date mai sus, rezultă că
{\displaystyle {\frac {L}{\eta }}\sim \mathrm {Re} ^{3/4}}
deci numărul de pași de timp crește cu puterea numărului Reynolds.
Se poate estima că numărul de operații în virgulă mobilă necesare pentru a finaliza simularea este proporțional cu numărul de puncte ale rețelei (care crește cu cubul dimensiunii rețelei) și cu numărul de pași de timp, în concluzie, numărul de operații crește proporțional cu {\displaystyle \mathrm {Re} ^{3}.}
Prin urmare, costul de calcul la DNS este foarte mare, chiar și la numere Reynolds mici. Pentru numerele Reynolds întâlnite în majoritatea aplicațiilor industriale, resursele de calcul necesare unei DNS ar depăși capacitatea celor mai puternice computere disponibile în prezent. Totuși, simularea numerică directă este un instrument util în cercetarea fundamentală în domeniul turbulenței. Folosind DNS este posibil să se efectueze „experimente numerice” și să se extragă din acestea informații dificil sau imposibil de obținut în laborator, permițând o mai bună înțelegere a fizicii turbulenței. De asemenea, simulările numerice directe sunt utile în dezvoltarea de modele de turbulență pentru aplicații practice, cum ar fi modelele la scară mai mică de cât cea a rețelei pentru simularea vârtejurilor mari (LES) și modele pentru metode care rezolvă ecuațiile Navier–Stokes mediate Reynolds (RANS). Acest lucru se realizează prin intermediul testelor „a priori”, în care datele de intrare pentru model sunt preluate dintr-o simulare DNS, sau prin teste „a posteriori”, în care rezultatele produse de model sunt comparate cu cele obținute prin DNS.